# Парбіг (річка)
Парбі́г (рос. Парбиг) — річка в Росії, ліва складова Чаї (притоки Обі), тече у Томській області Васюганською рівниною.
Парбіг починається у Васюганских болотах на кордоні Томської і Новосибірської областей і тече на північний схід територією Бакчарського і Чаїнського районів Томської області. Біля села Усть-Бакчар зливається з Бакчаром, утворюючи річку Чая (притоку Обі).
Довжина річки 320 км, площа водозбірного басейну 9180 км². Середньорічний стік, виміряний за 23 км від гирла, становить 28,1 м³/с. Живлення мішане з переважанням снігового. Замерзає у другій половині жовтня — першій половині листопада, скресає наприкінці квітня — початку травня. Повінь з квітня до червня. В низов’ях судноплавна, але транспортного руху не відбувається.
Головна притока — Андарма. Населенні пункти на річці: Кедровка, Парбіг, Усть-Бакчар.